# Gendtse Waard
De Gendtse Waard (ook geschreven als Gendtsche Waard) is een natuurgebied in de uiterwaarden van de Gelderse plaats Gendt, in de gemeente Lingewaard. De Gendtse Waard is onderdeel van het grensoverschrijdende Natura 2000-gebied de Gelderse Poort.
Het gebied ligt ten zuiden van de bebouwde kom van Gendt en ten noorden aan de Waal. Het gebied kent relatief veel typen deellandschappen, waaronder rivierstrand, akkerland, grasland, ruigte, struweel en wilgenvloedbossen. De Gendtse Waard wordt beheerd door Staatsbosbeheer.

## Flora
In de Gendtse Waard komen verscheidene wilde populaties van zeldzame inheemse plantensoorten voor. Enkele belangrijke zeldzame soorten staan in de onderstaande lijst.
- Knolribzaad (Chaerophyllum bulbosum)
- Brede ereprijs (Veronica austriaca subsp. teucrium)
- Sikkelklaver (Medicago falcata)
- Slangenlook (Allium scorodoprasum)
- Paarse morgenster (Tragopogon porrifolius)
- Kale struweelroos (Rosa vosagiaca)

### Exoten
In de Gendtse Waard komen veel populaties van exoten voor, waaronder ook veel invasieve exoten. Deze staan vermeld in de onderstaande lijst.
- Dijkviltbraam (Rubus armeniacus)
- Japanse duizendknoop (Fallopia japonica)
- Late guldenroede (Solidago gigantea)
- Oranje springzaad (Impatiens capensis)
- Reuzenbalsemien (Impatiens glandulifera)
- Reuzenberenklauw (Heracleum mantegazzianum)
- Canadese kornoelje (Cornus serica)

### Plantengemeenschappen
De Gendtse Waard herbergt verscheidene typen plantengemeenschappen. In de onderstaande lijst staan enkele waardevolle associaties die in de Gendtse Waard goed ontwikkeld voorkomen.
- Lissen-ooibos (Irido-Salicetum albae)
- Associatie van sleedoorn en eenstijlige meidoorn (Pruno-Crataegetum)
- Kweekdravik-associatie (Bromo inermis-Eryngietum)
- Vlieszaad-associatie (Bromo-Coryspermetum)
- Associatie van ganzenvoeten en beklierde duizendknoop (Chenopodietum rubri)
- Slijkgroen-associatie (Eleocharito acicularis-Limoselletum)
- Muisjesmos-associatie (Orthotricho-Grimmietum)
- Kribbenmos-associatie (Cinclidotetum fontinaloidis)

## Afbeeldingen

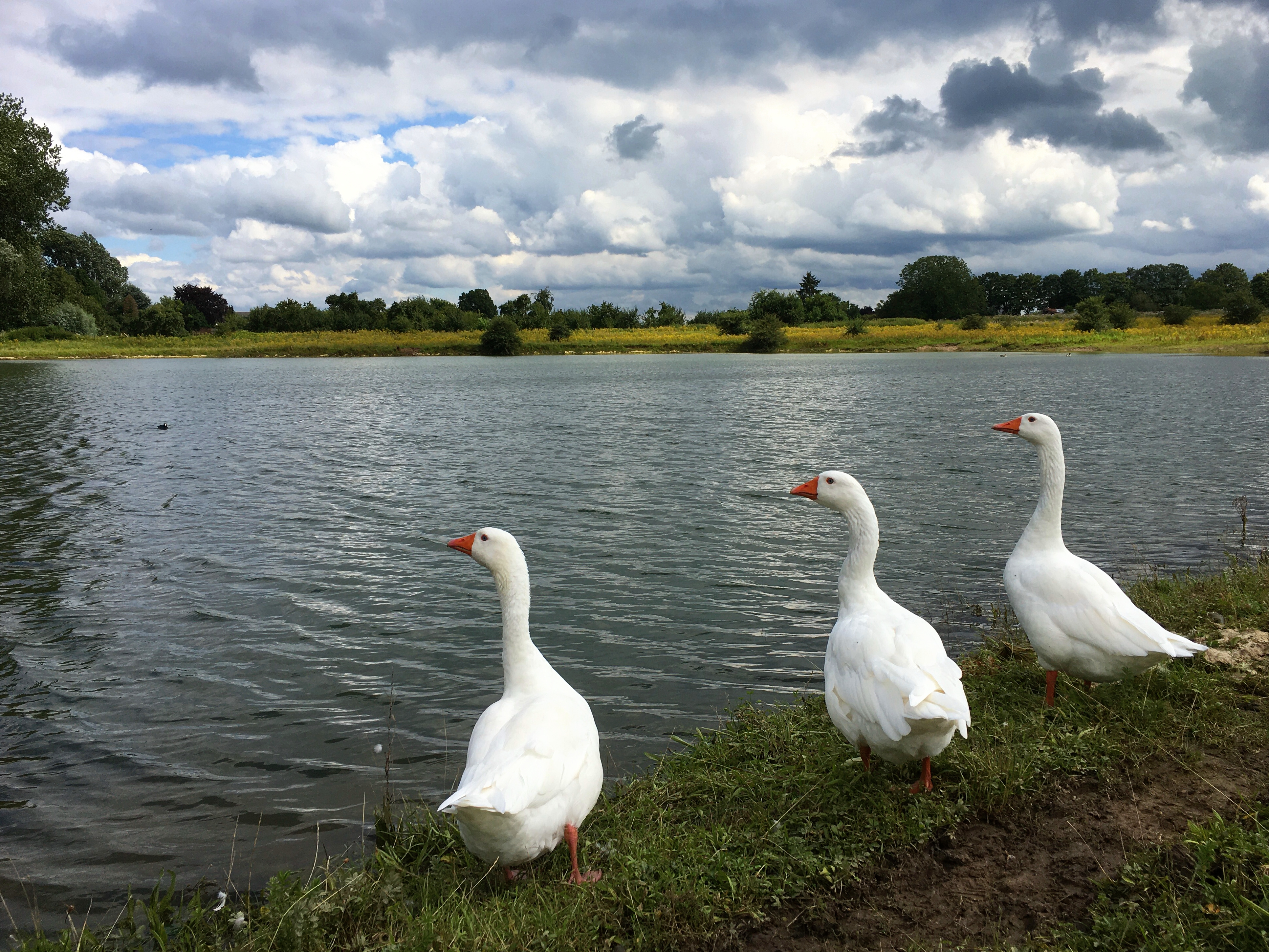
Parkganzen bij een kolk
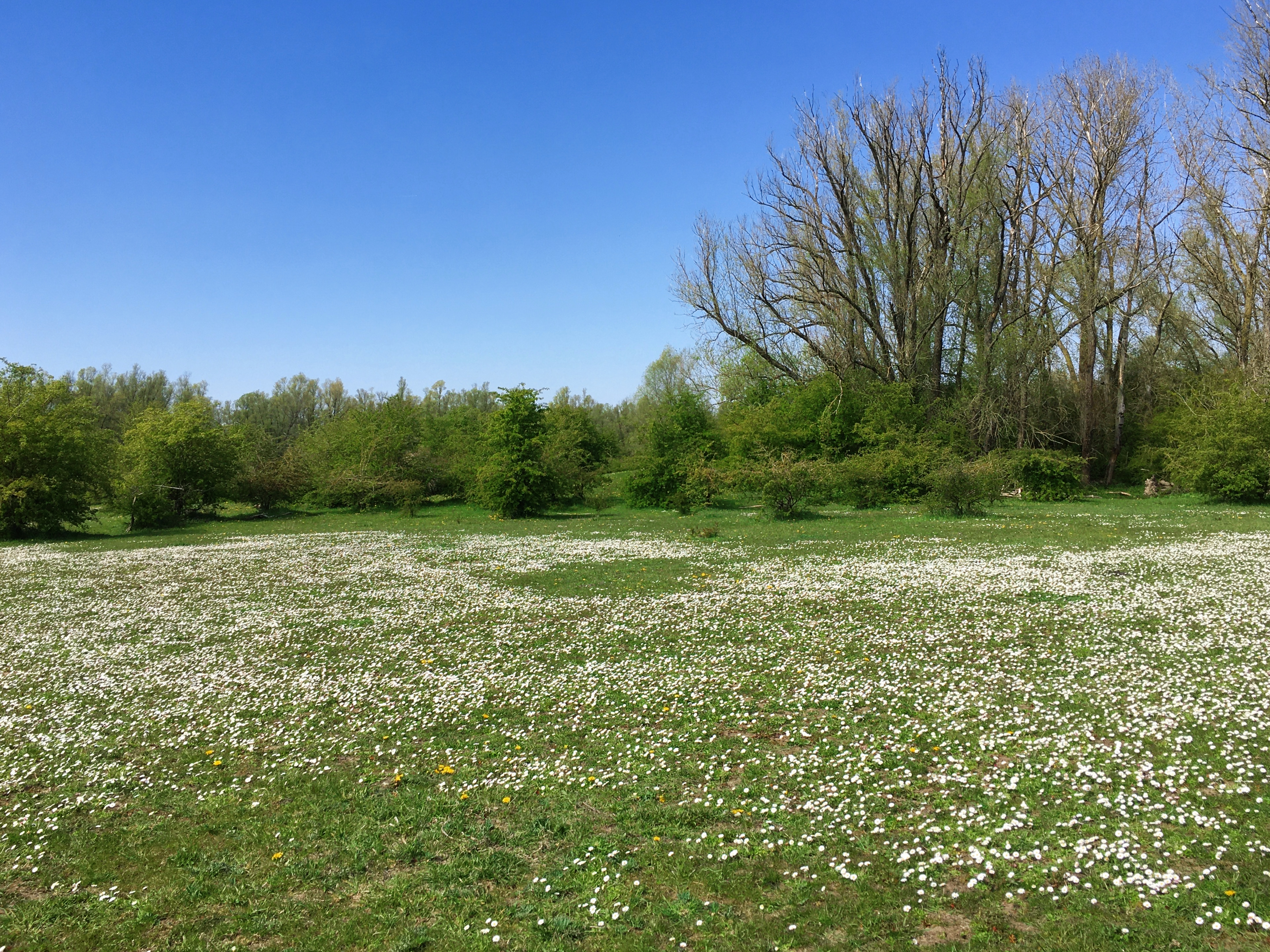
Grasland met rijkbloeiende madeliefjes
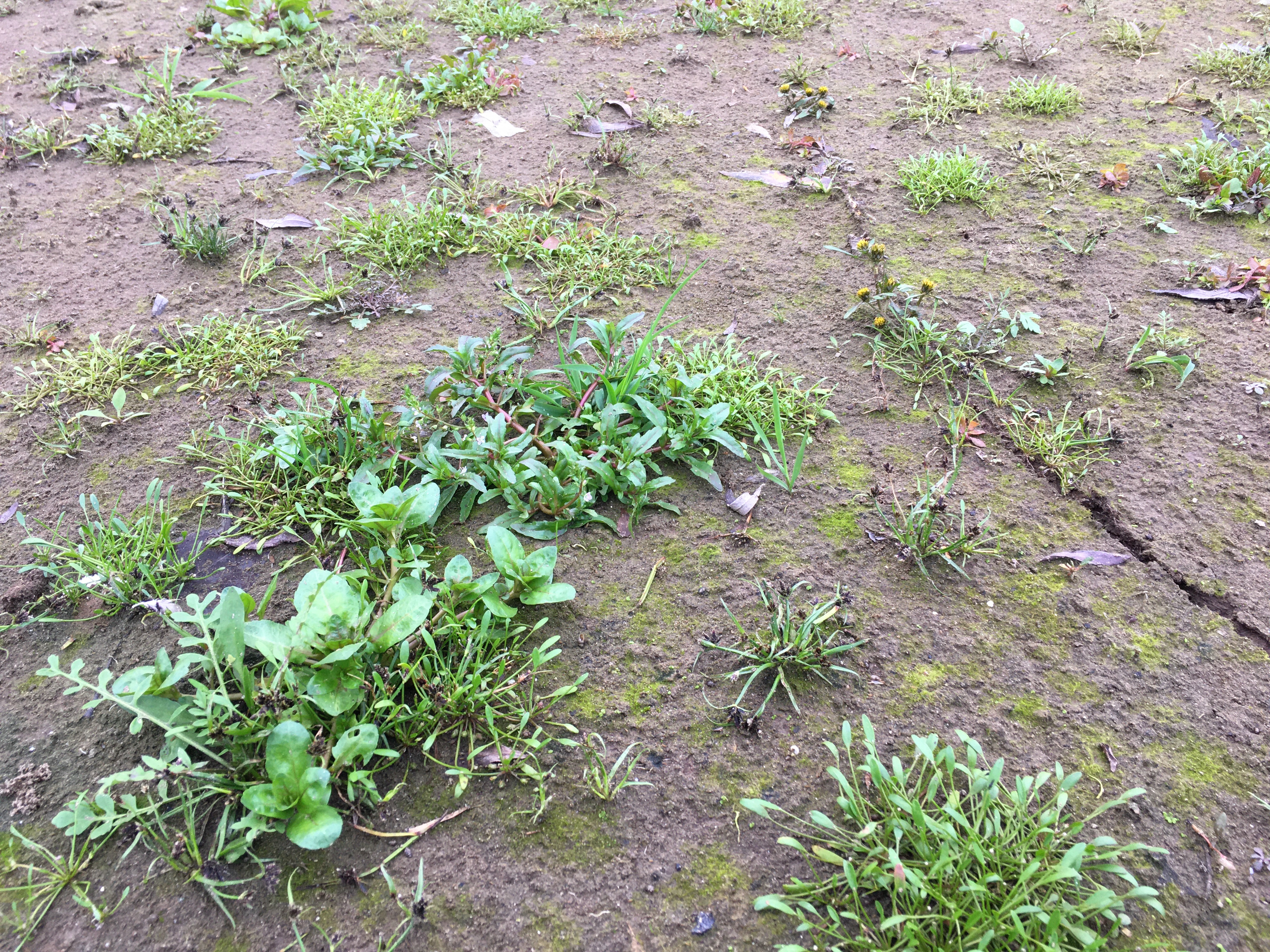
Slijkgroen-associatie op een drooggevallen oever
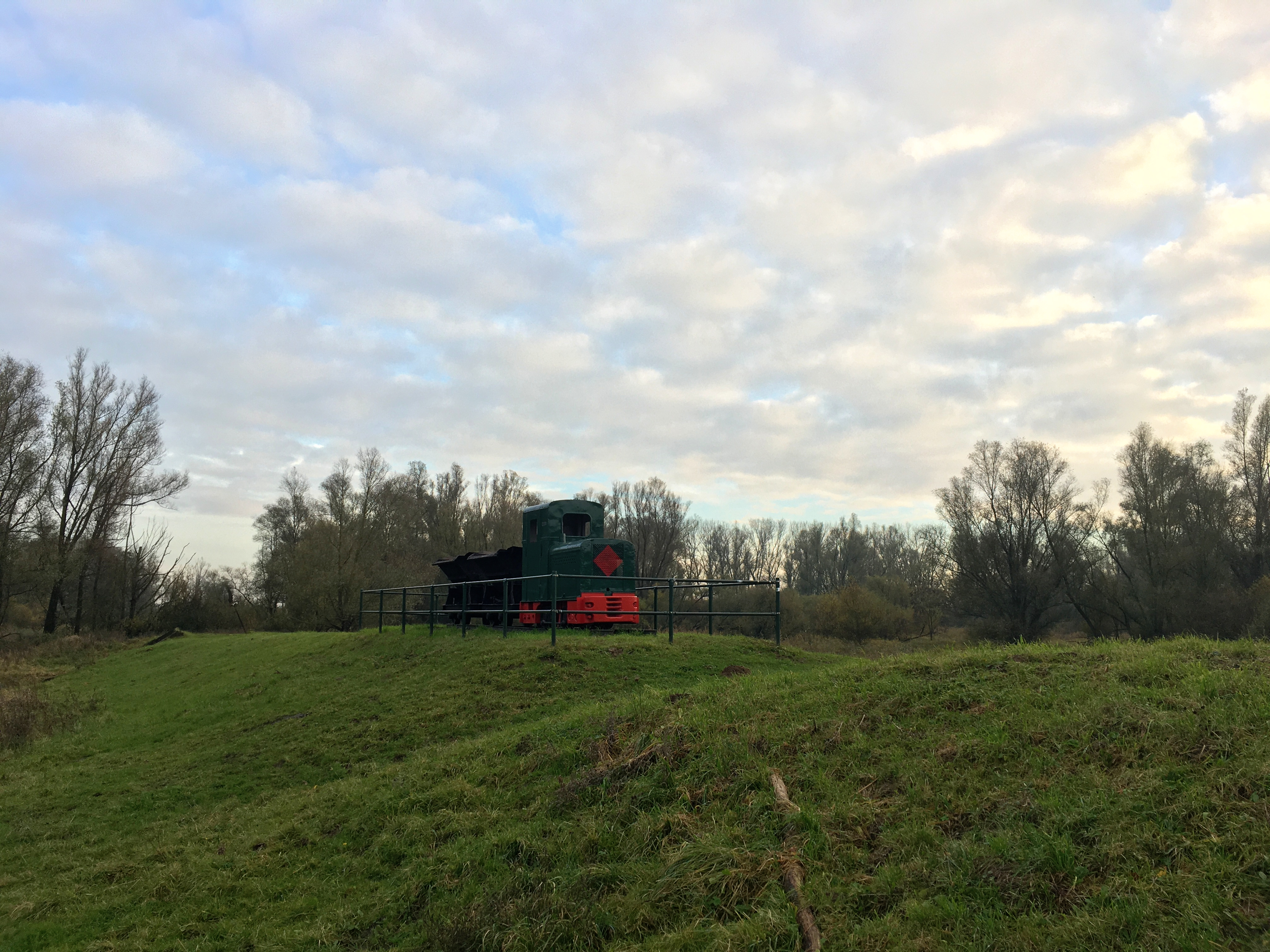
Spoorijzer N.V. Delft uit 1956